# Topi Keskinen
Topi Keskinen, né le 7 mars 2003 à Espoo, est un footballeur finlandais qui évolue au poste d'ailier au Aberdeen FC.

## Biographie

### Carrière en club
Topi Keskinen est formé au Mikkelin Palloilijat, où il fait ses débuts professionnel avec l'équipe première le 19 octobre 2019, entrant en jeu contre le JäPS (en) en championnat de Finlande.
À l'issue de la saison 2022, Keskinen rejoint les rangs du champion de Finlande en titre, le HJK, avec un contrat de trois ans,. Il s'illustre dès son premier match en championnat avec le club d'Helsinki,,, où il s'impose rapidement comme un de ses atouts offensifs les plus prometteurs.
Topi Keskinen fait ses débuts en Ligue des champions le 12 juillet 2023, entrant en jeu lors du match de qualification du HJK Helsinki contre le Larne FC.

### Carrière en sélection
Topi Keskinen est international finlandais en équipes de jeunes, notamment avec les moins de 19 ans puis les espoirs.

## Palmarès
| HJK Helsinki - Coupe de la Ligue finlandaise (1) : - Vainqueur en 2023 |
| Aberdeen FC - Coupe d'Écosse (1) : - Vainqueur en 2025                 |